# Mercedes-Benz GLC
Mercedes-Benz GLC – samochód osobowy typu SUV klasy średniej produkowany pod niemiecką marką Mercedes-Benz od 2015 roku. Od 2022 roku produkowana jest druga generacja modelu.

## Pierwsza generacja

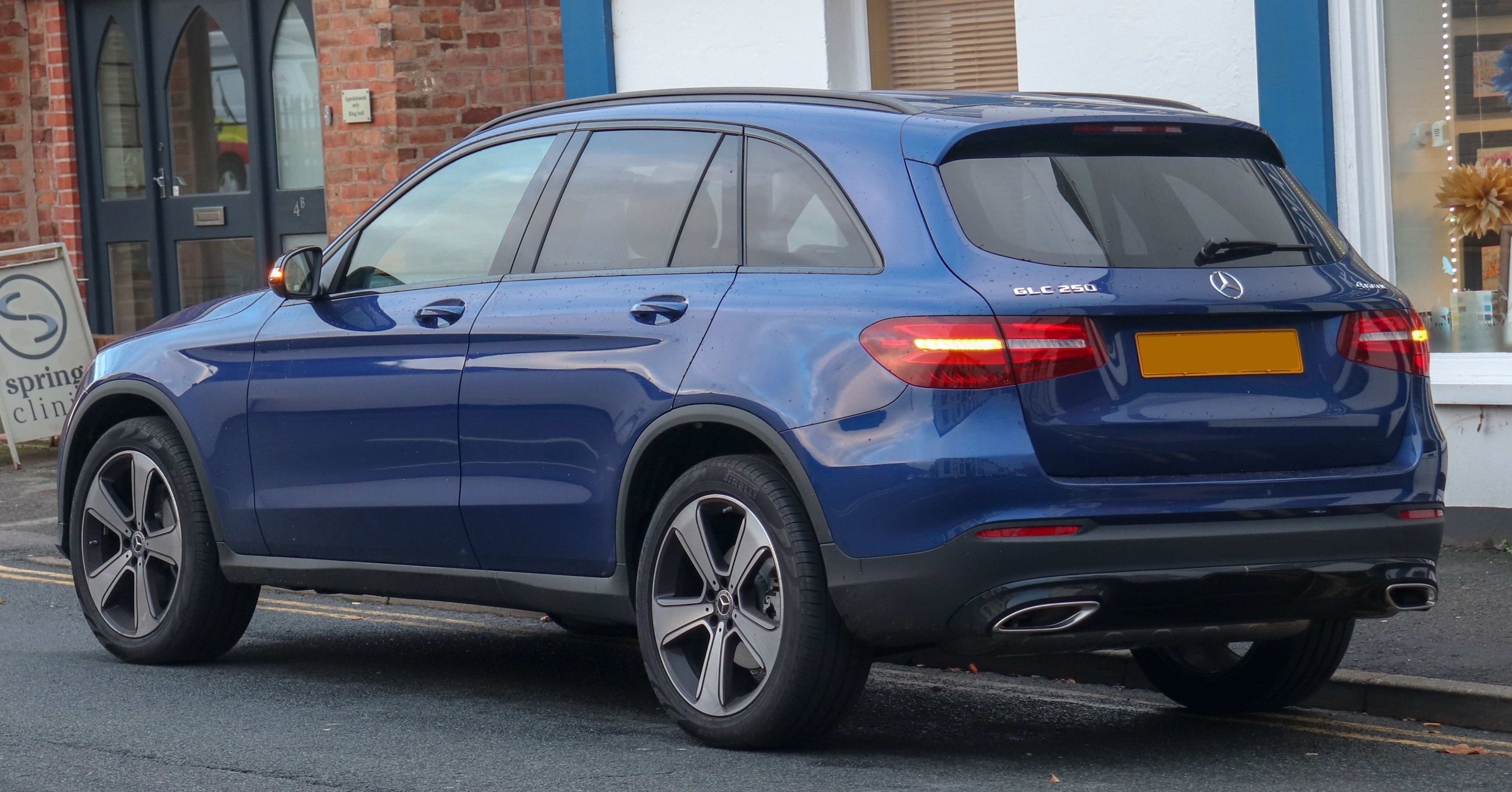
Mercedes-Benz GLC I – tył przed liftingiem

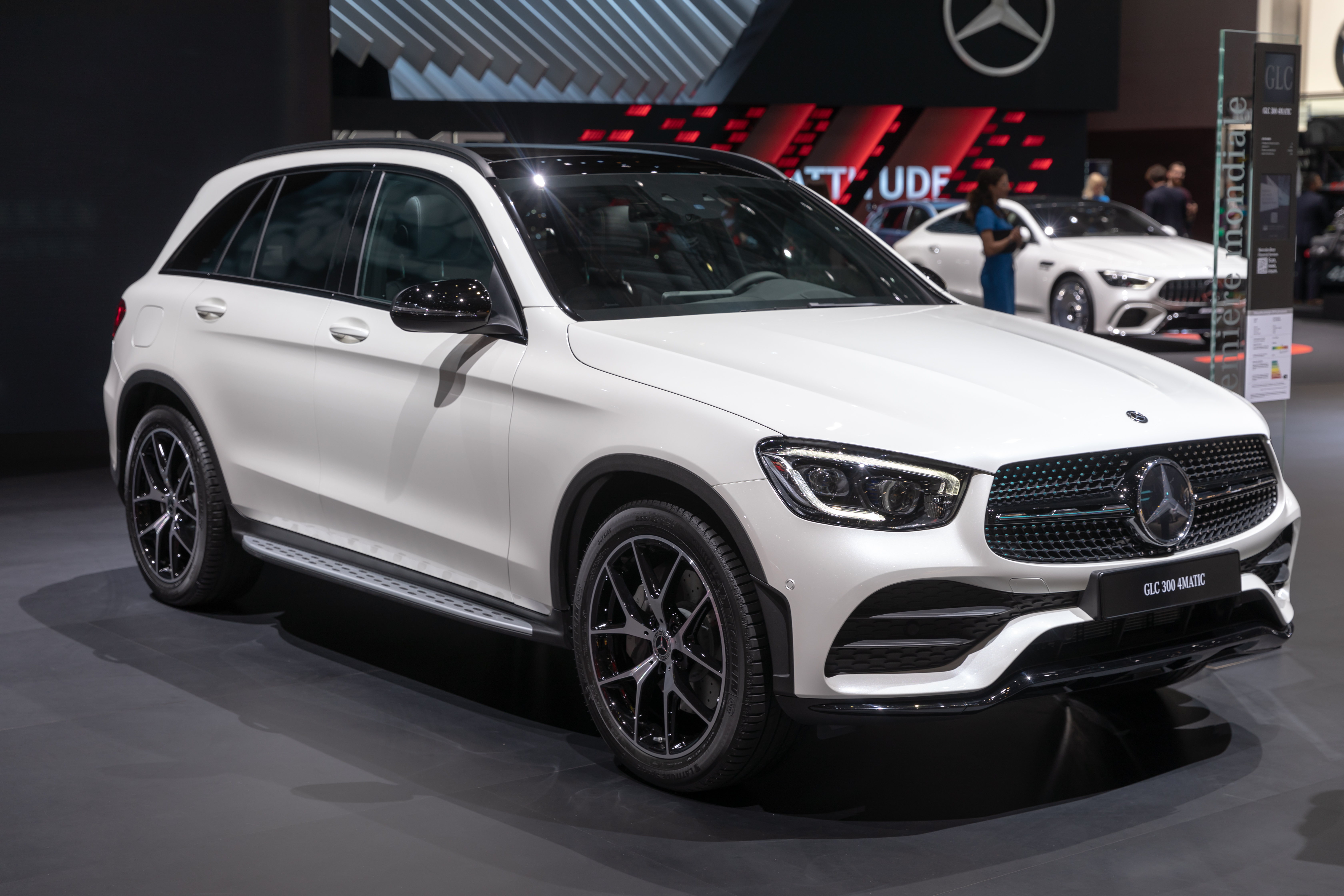
Mercedes-Benz GLC I po liftingu

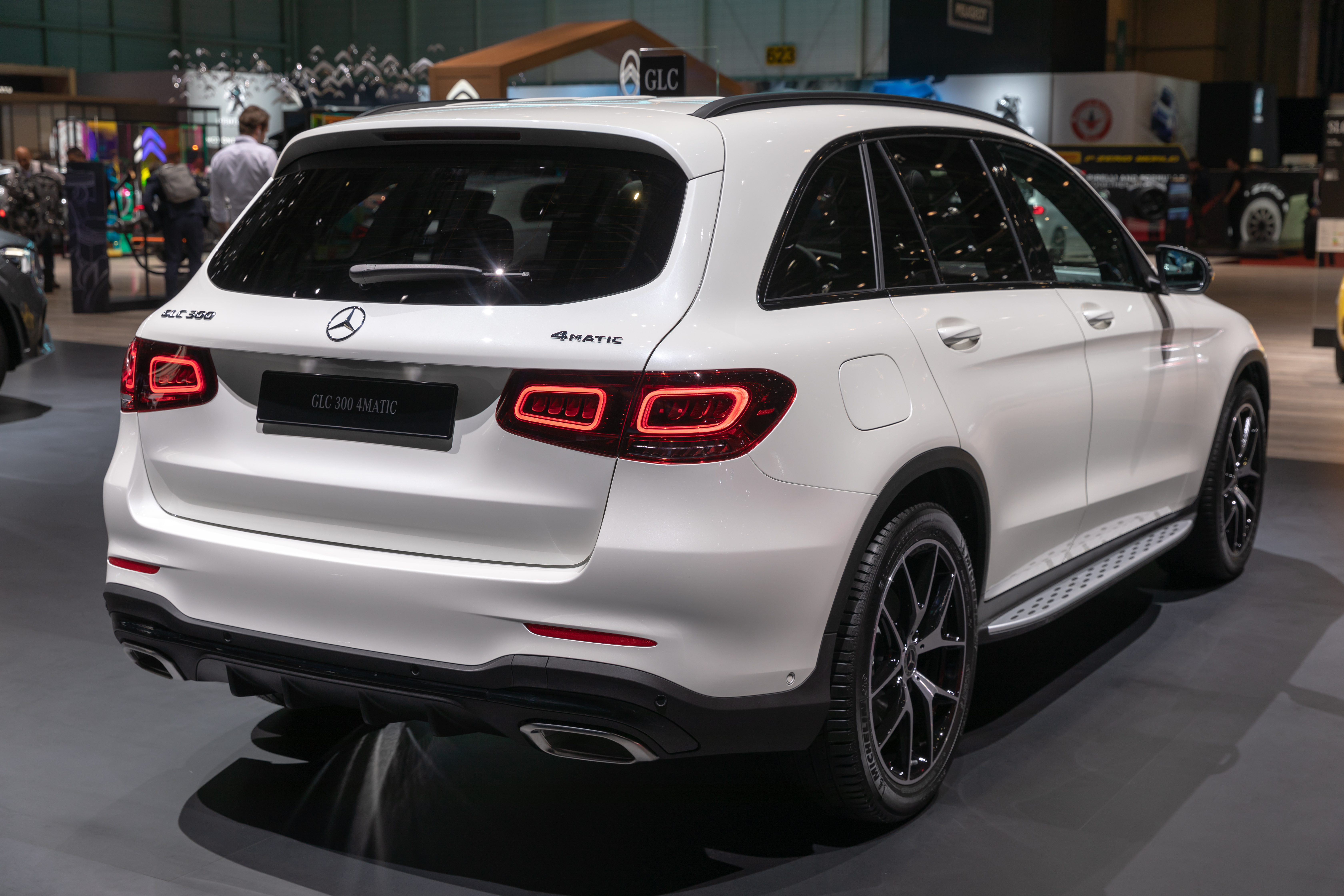
Mercedes-Benz GLC I po liftingu – tył

Pierwsze zdjęcia i informacje na temat pierwszej generacji modelu przedstawiono w połowie czerwca 2015 roku. Choć nazwa GLC została zastosowana po raz pierwszy, to samochód był kontynuacją koncepcji SUV-a klasy średniej, jaką reprezentował poprzednik – GLK. Korekty pod tym względem dokonano z racji porządków w nazewnictwie. W stosunku do dotychczasowego modelu, GLC jest dłuższe, szersze i zarazem niższe. Sylwetka stała się bardziej obła, nawiązując do nowego wcielenia pokrewnego modelu klasy C. Auto oznaczono kodem fabrycznym X253.
Produkcja GLC ruszyła w drugiej połowie 2015 roku w zakładach Mercedesa Bremie. Z racji dużego popytu i chęci bardziej proporcjonalnego rozłożenia mocy produkcyjnych, produkcją GLC na rynek europejski dodatkowo od lutego 2017 roku zajmuje się też fabryka w Uusikaupunki w Finlandii.
W marcu 2019 roku przedstawiono model po gruntownym faceliftingu. Unowocześniono stylistykę, silniki oraz wyposażenie. Zmieniono m.in. przednie reflektory ze zintegrowanymi światłami do jazdy dziennej w technologii LED, zderzaki oraz zamontowano większy grill. Z tyłu pojawiły się nowe wkłady lamp z charakterystycznymi, prostokątnymi diodami LED. W środku pojawił się większy ekran do systemu multimedialno-rozrywkowego, a także nowe koło kierownicy. Zmodernizowaną wersję przedstawiono podczas Geneva Motor Show 2019.

### Silniki
W kwestii jednostek napędowych, można wybierać między 2-litrowymi 4-cylindrowym turbodoładowanymi silnikami benzynowymi i 2,2-litrowymi 4-cylindrowymi silnikami wysokoprężnymi z turbodoładowaniem. Dostępne są one w różnych stopniach mocy połączonych z 9-biegową (lub 7-stopniową dla hybrydy 350e) automatyczną skrzynią biegów G-Tronic. Napęd na wszystkie koła 4MATIC jest standardem w wybranych rynkach.

### GLC Coupe

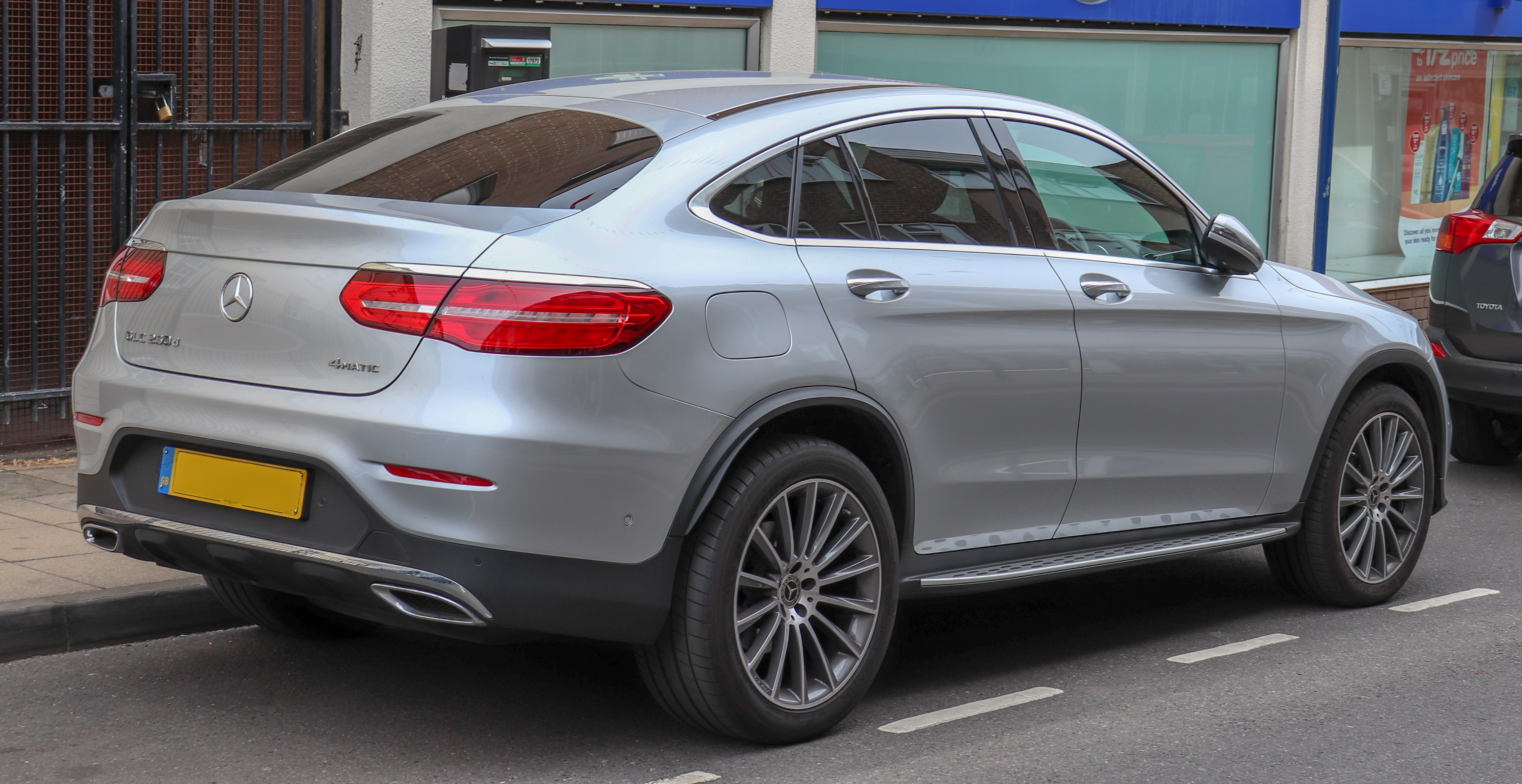
Mercedes-Benz GLC Coupe

W marcu 2016 roku miała miejsce premiera modelu GLC Coupe o kodzie fabrycznym C253. Samochód powstał w ramach rozbudowy oferty SUV-ów Mercedesa o warianty popularnych modeli w stylu tzw. SUV-ów Coupe. Analogicznie do większego GLE Coupe, samochód zyskał ścięty tył o obłym kształcie. Charakterystycznym elementem są wąskie, podłużne lampy nawiązujące kształtem do klasycznych coupe marki. W stosunku do zwykłego GLC, GLC Coupe zyskało bardziej sportowo zestrojone zawieszenie i układ kierowniczy.. Światowa premiera modelu odbyła się na New York Auto Show 2016.

## Druga generacja

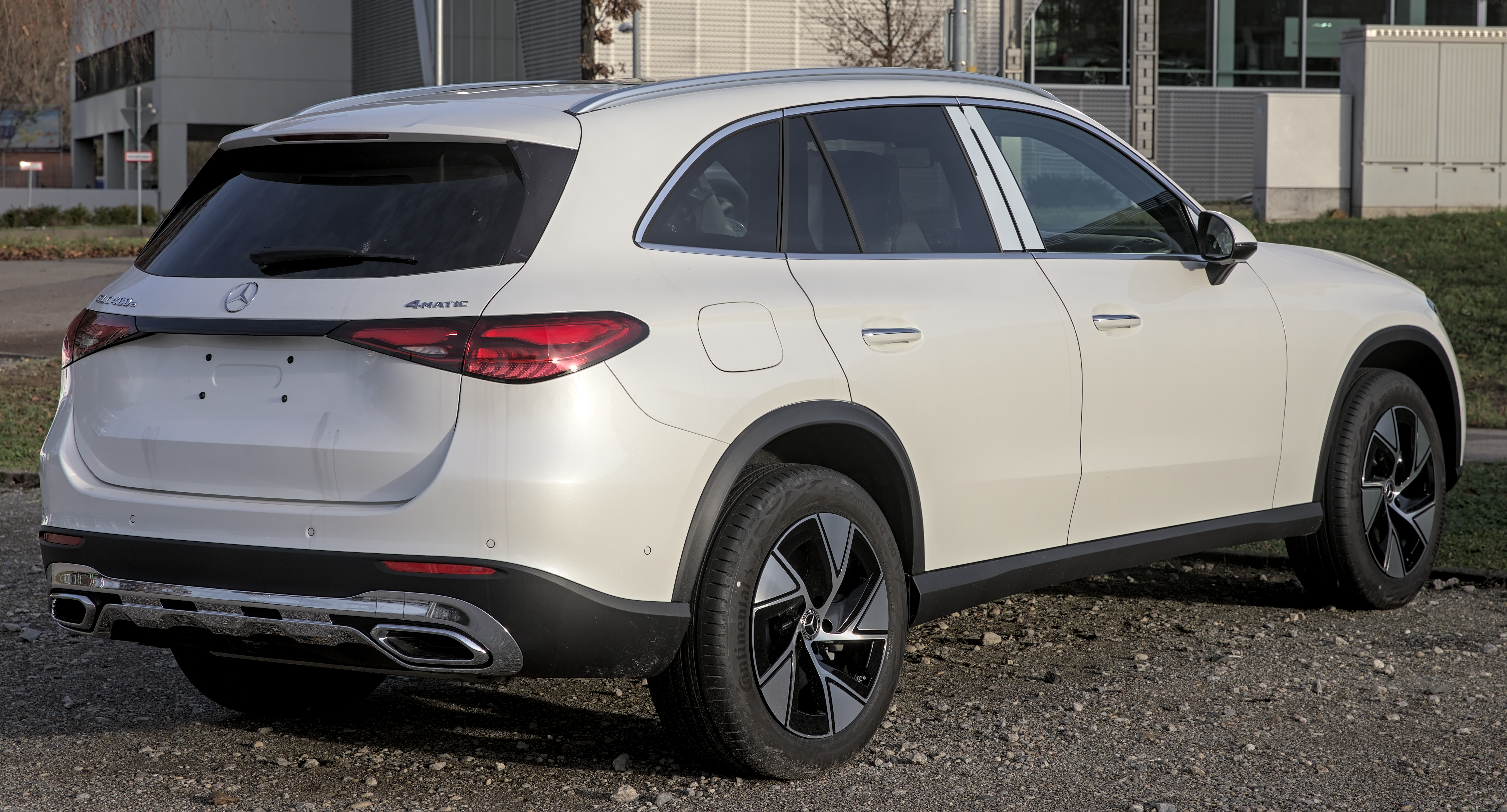
Mercedes-Benz GLC II (X254) - tył

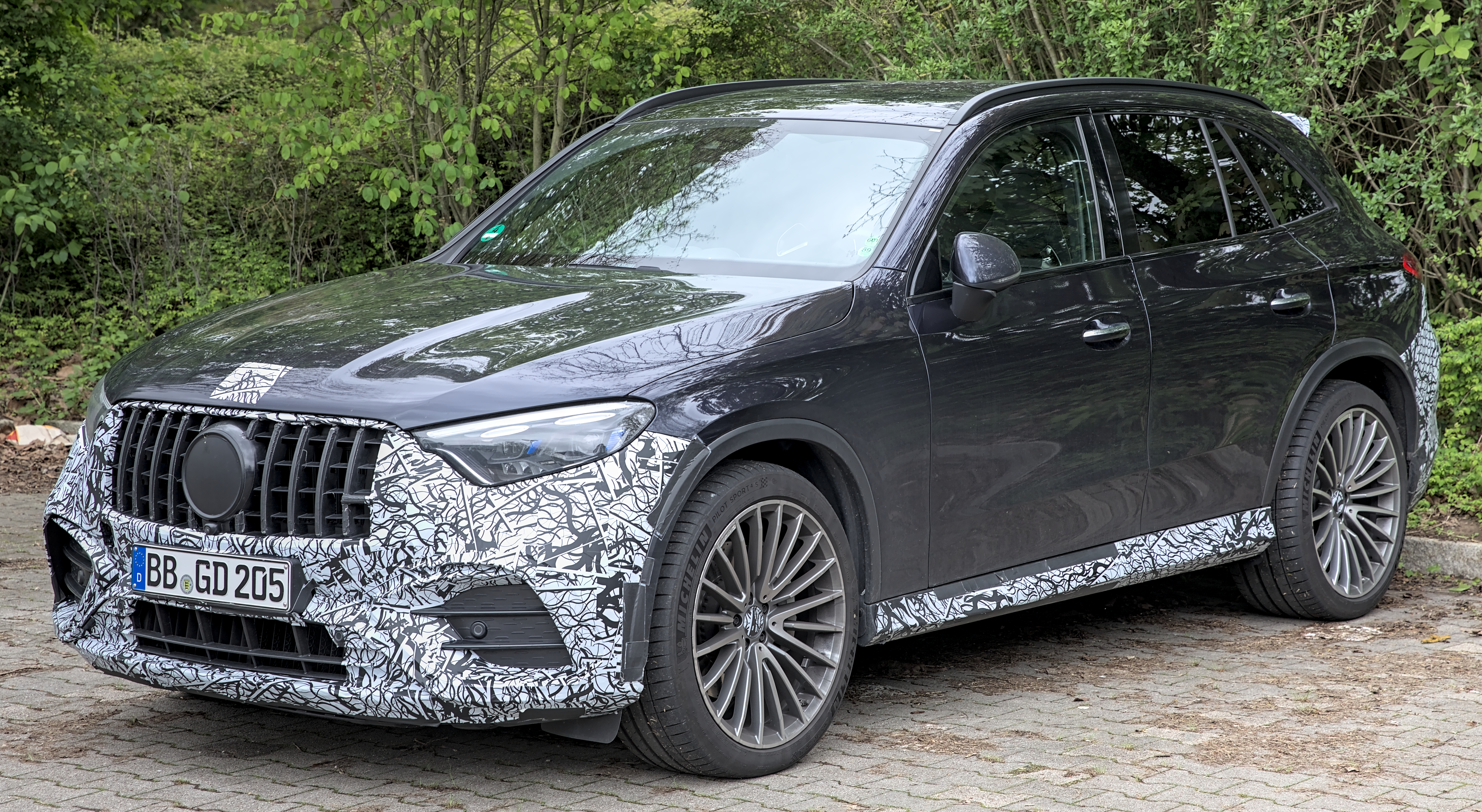
Mercedes-AMG GLC (X254)

Mercedes-Benz GLC II został zaprezentowany po raz pierwszy w czerwcu 2022 roku, dokładnie 7 lat po premierze poprzednika. 
Samochód otrzymał kod X254. Podobnie jak Mercedes-Benz klasy C samochód jest wyposażony w czterocylindrowe silniki z technologią MHEV. We wrześniu 2022 roku produkcję modelu uruchomiono w fabryce w Sindelfingen. Jest większy niż poprzednik. Pod koniec 2022 roku samochód został poddany testom Euro NCAP. Otrzymał on 5 pięć gwiazdek.

### Silniki
Spalinowe:
| Model             | Silnik | Pojemność skokowa | Moc maks. | Maks. moment obrotowy | Przyspieszenie 0–100 km/h | Prędkość maks. |
| ----------------- | ------ | ----------------- | --------- | --------------------- | ------------------------- | -------------- |
| GLC 200 4MATIC    | R4     | 1999 cm³          | 167 kW    | 320 Nm                | 7,8 s                     | 221 km/h       |
| GLC 300 4MATIC    | R4     | 1999 cm³          | 207 kW    | 400 Nm                | 6,2 s                     | 240 km/h       |
| AMG GLC 43 4MATIC | R4     | 1991 cm³          | 320 kW    | 500 Nm                | 4,8 s                     | 250 km/h       |
| GLC 220 d 4MATIC  | R4     | 1993 cm³          | 162 kW    | 440 Nm                | 8,0 s                     | 219 km/h       |
| GLC 300 d 4MATIC  | R4     | 1993 cm³          | 215 kW    | 550 Nm                | 6,3 s                     | 243 km/h       |
| GLC 450 d 4MATIC  | R6     | 2989 cm³          | 287 kW    | 750 Nm                | 4,7 s                     | 250 km/h       |

Hybrydowe:
| Model                      | Silnik | Pojemność skokowa | Moc silnika elektrycznego | Maks. moment obrotowy | Przyspieszenie 0–100 km/h | Prędkość maks. |
| -------------------------- | ------ | ----------------- | ------------------------- | --------------------- | ------------------------- | -------------- |
| GLC 300 e 4MATIC           | R4     | 1999 cm³          | 100 kW                    | 440 Nm                | 6,7 s                     | 218 km/h       |
| GLC 400 e 4MATIC           | R4     | 1999 cm³          | 100 kW                    | 440 Nm                | 5,6 s                     | 237 km/h       |
| AMG GLC 63 S E PERFORMANCE | R4     | 1991 cm³          | 150 kW                    | 320 Nm                | 3,5 s                     | 275 km/h       |
| GLC 300 de 4MATIC          | R4     | 1993 cm³          | 100 kW                    | 440 Nm                | 6,4 s                     | 217 km/h       |